# Piløya
Piløya est une île dans le landskap Sunnhordland du comté de Vestland. Elle appartient administrativement à Fitjar.

## Géographie
Rocheuse et couverte d'arbres, elle s'étend sur environ 503 m de longueur pour une largeur approximative de 237 m. 